# 라그랑주 점
라그랑주 점( - 點, 라그랑주 포인트, 영어: Lagrangian point, Lagrangian points, libration points) 또는 칭동점(秤動點)은 우주 공간에서 작은 천체가 두 개의 큰 천체의 중력에 의해 그 위치를 지킬 수 있는 5개의 위치들이다. 예를 들어, 인공 위성이 지구와 달에 대해 정지해 있을 수 있는 점들이다. 이는 우주에서 '고정된' 위치를 가지게 한다는 면에서 지구동주기궤도와 유사하다.
수학적으로, 라그랑주 점은 원형으로 제한된 삼체 문제의 정지해(stationary solution)이다. 예를 들어, 질량이 큰 두 천체가 공통의 중심점을 가지며 원형 궤도를 움직일 때, 질량을 무시할 수 있는 제3의 천체가 다른 두 물체에 대해 상대적으로 동일한 위치를 유지하기 위한 지점은 5개가 있다. 질량이 큰 두 천체에 의한 중력과 궤도를 유지하기 위한 원심력은 라그랑주 점에서 평형을 이루며, 이에 따라 이 점에서 제3의 물체가 다른 두 물체에 대해 정지 상태에 있을 수 있다.

## 역사
라그랑주 점은 1772년에 조제프루이 라그랑주가 삼체 문제를 풀다가 발견하였다. 원래 라그랑주는 세 개의 천체가 중력을 통해 움직이는 계를 다루는 문제(삼체 문제)를 분석하던 중이었다. 뉴턴 역학에 따르면, 삼체 문제의 계는 혼돈적으로 움직이다가 마침내 충돌이 발생하거나 혹은 물체가 계에서 빠져나와서 정적 평형 상태에 도달한다. 이에 따라, 뉴턴 역학으로는 일체 문제와 이체 문제는 쉽게 계산할 수 있지만, 삼체 문제 이상은 다루기가 매우 힘들다.
라그랑주는 이런 계를 분석하기 위하여 뉴턴 역학을 재구성한 라그랑주 역학을 창안하였다. 이 이론을 써서, 라그랑주는 세 물체 가운데 하나가 다른 두 물체보다 매우 가벼울 때, 이 가벼운 물체가 어떤 궤도를 지니는지 계산하였고, 이를 통해 특정한 점에서는 이 가벼운 제3의 물체가 다른 두 물체에 대하여 상대적으로 정지해 있는 궤도를 그린다는 사실을 발견하였다. 이러한 점을 라그랑주의 이름을 따 '라그랑주 점'이라고 부른다.

## 다섯 개의 라그랑주 점

두 물체로 이루어진 계(예를 들어, 태양과 지구)에서의 5개의 라그랑주 점

총 다섯 개의 라그랑주 점이 있다. 이들은 각각 L1, L2, L3, L4, L5로 불린다. 각각은 서로 안정한 정도가 다른데, 다음과 같다.

### L1
L1 지점은 질량이 큰 두 물체 M1과 M2를 잇는 직선 상에 놓여있다.

예: 지구에 비해 태양에 좀 더 가까운 위치에서 궤도를 선회하는 물체는 지구의 자체 인력을 무시할 경우, 일반적으로 지구에 비해 더 짧은 궤도 주기를 지닌다. 만약 물체가 지구와 태양 사이에 놓이게 될 경우, 지구의 인력은 태양의 인력에 반해서 물체를 끌어당길 것이고, 이는 물체의 궤도 주기를 증가시킨다. 물체가 지구에 가까울수록 지구 인력은 증가하며, 이러한 주기 증가의 효과는 커지게 된다. L1 지점에서는 물체의 궤도 주기가 정확히 지구의 궤도 주기와 일치하게 된다.

태양-지구 L1 지점은 태양을 관측하기에 이상적인 장소이다. 이 지점의 물체는 지구나 달의 그늘 상에 놓이지 않는다. 소호 태양 관측 위성은 L1 지점의 헤일로 궤도에 있으며, 에이스 위성은 역시 L1 지점의 리사주 궤도에 있다. 지구-달 L1 지점은 최소의 델타-v(궤도 이동을 위한 추력)로 달 및 지구 궤도로 쉽게 이동이 가능하며, 이는 화물 및 승객을 달로, 그리고 다시 지구로 실어나르는 중간 기착지로 가장 좋은 위치라는 것을 의미한다.

### L2
L2 지점은 질량이 큰 두 물체 중 작은 물체 너머에 자리한다.

예: 태양 둘레를 공전하되 지구공전반지름보다 크게 도는 물체의 공전 주기는 일반적으로 지구의 궤도 주기 1년보다 길다. 하지만, 지구 뒤편에 있다면 지구의 추가적인 인력이 궤도 주기를 감소시킨다. L2 지점에서의 궤도 주기는 지구의 궤도 주기와 동일해진다.

태양-지구 L2 지점은 우주망원경의 좋은 위치이다. L2 지점의 물체는 항상 태양과 지구에 대해 동일한 방위를 유지하기 때문에, 차폐 및 보정이 훨씬 단순해진다. 윌킨슨 극초단파 비등방 탐색선, 허셜 우주망원경이 태양-지구 L2 지점에 위치해 운용되었다가 퇴역했으며, 2021년 발사된 제임스 웹 우주 망원경이 2022년부터 태양-지구 L2 지점에서 운용 중이다. 지구-달 L2 지점은 달의 반대편을 담당하는 통신 위성에 좋은 위치이다.
만약 M2가 M1에 비해 매우 작다면, L1과 L2 지점은 M2로부터 r의 동일한 거리상에 위치하게 된다. r은 힐 구의 반경이며, 다음과 같다.
{\displaystyle r\approx R{\sqrt[{3}]{\frac {M_{2}}{3M_{1}}}}}
여기서 R은 두 물체의 거리이다.
이는 M1이 없을 경우 r을 반경으로 하여 M2 주변을 원형 궤도로 돌 경우의 궤도 주기는 M1 주변을 M2이 도는 궤도 주기를 {\displaystyle {\sqrt {3}}\approx 1.73}으로 나눈 것이라는 의미이다.

#### 계산 예
- 태양과 지구: 지구로부터 1,500,000 km

지구 질량은 {\displaystyle 6\times 10^{24}} kg이며, 태양 질량은 {\displaystyle 2\times 10^{30}} kg, 거리는 1억 5천만 km이므로,
{\displaystyle r=1.5\times 10^{8}\times {\sqrt[{3}]{\frac {6\times 10^{24}}{3\times 2\times 10^{30}}}}=1.5\times 10^{8}\times 0.01=1.5\times 10^{6}(\mathrm {km} )}
- 지구와 달: 달로부터 61,500 km

### L3
L3 지점은 질량이 큰 두 물체를 잇는 직선상의, 상대적으로 큰 물체 너머에 위치한다.

예: 태양-지구 L3 지점은 태양의 반대편으로 태양에서 지구의 거리보다 조금 더 떨어진 지점에 위치한다. 지구와 태양의 인력의 합이 궤도 주기를 보다 짧게 만들어, 지구와 동일한 궤도 주기를 가진다. 태양-지구 L3 지점은 과학 소설 및 만화에서 반대편 지구가 있다고 설정되는 장소이다.

### L4와 L5
L4와 L5 지점은 질량이 큰 두 물체를 이은 선을 한 변으로 하는 정삼각형 상의 다른 점에 위치한다. 즉 큰 질량의 물체 주변을 선회하는 작은 질량의 물체 궤도 상의 앞이나 뒤에 위치한다.
L4 및 L5는 때로는 삼각 라그랑주 점 혹은 트로이 점으로 불린다. 후자는 트로이 소행성군의 이름을 딴 것이다.

예: 태양-지구 L4 및 L5 지점은 지구 궤도 상에서 지구 앞 혹은 뒤 60°상에 위치한다. 그 장소에는 행성간 먼지가 존재한다. 또한 2011년 7월 28일 캐나다 애서배스카 대학교의 마틴 코너스(Martin Connors)는 L4 지점 주위에 지름 300m 가량의 소행성 2010 TK7이 존재하는 것이 확인되었다고 발표하였다(네이처 지). 태양-목성 L4 및 L5 지점에는 트로이 소행성군이 존재한다.

## 안정성
이론적으로 처음 세 개의 라그랑주 점 L1, L2, L3은 두 천체를 이은 직선에 수직인 평면 내에서만 안정하다. 쉽게 L1 지점을 생각해보자. 중심 선에서 수직으로 약간 벗어난 물체는 평형점으로 다시 끌어당기는 힘을 받게 된다. 이는 두 천체의 인력의 수직 성분이 복원력을 형성하고, 인력의 수평 성분은 서로 상쇄되기 때문이다. 하지만, L1 지점에 있는 물체가 어느 한 천체 쪽으로 미끄러지기 시작하면, 다가서는 쪽 천체의 인력이 더 커지기 시작하며, 결국 더욱 더 가까워지는 원인이 된다. 이 과정은 조수력과 유사하다.
L1, L2, L3이 비록 불안정하다고는 하지만, 적어도 삼체 문제에서는 이 지점을 중심으로 한 안정된 주기 궤도를 찾는 것이 가능하다. 헤일로 궤도(halo orbit)라고 불리는 이 완전한 주기 궤도는 일반적인 태양계와 같은 다체문제에서는 존재하지 않는다. 하지만 준주기(유사주기, 즉, 완전히 정확하지는 않지만 크게 벗어나지도 않는 일정한 주기)인 리사주 궤도는 다체문제에서도 존재한다. 이 준주기 궤도는 현재 많은 임무에서 사용된다. 이러한 지점이 완전히 안정하지는 않더라도, 궤도유지에 상대적으로 적은 노력을 들이고도 우주선 또는 인공위성이 원하는 리사주 궤도에 오랜 시간 체류할 수 있도록 해준다. 또한, 적어도 태양-지구 L1 임무에서는, 정확한 L1 지점에 있는 것보다도 오히려 상대적으로 큰 진폭(100,000-200,000 km)을 지니는 리사주 궤도에 있는 것이 낫다는 것이 밝혀졌다. 이는 우주선을 정확한 태양-지구선상에서 어긋나게 해주며, 지구-우주선 통신에서 태양의 영향을 줄여준다. 다른 직선상에 존재하는 라그랑주 점 및 해당 리사주 궤도의 재미있는 점이라면, 행성간 고속도로에서 복잡한 궤도를 관리하는 관문 역할을 한다는 것이다.
직선 상의 라그랑주 점 L1, L2, L3과 달리, 삼각 라그랑주 점 L4 및 L5는, 두 천체 M1과 M2의 질량비가 약 24.96보다 큰 경우라야 안정된 평형상태를 유지한다. 태양-지구와 지구-달의 경우는 이러한 질량비 조건을 만족한다. 이 지점에 있던 물체가 만약 약간 이동하면 가속되는데 그에 따라서 코리올리 힘이 작용함으로써 결국 물체는 약간 이동한다 하더라도 일정한 궤도(삼각 라그랑주 점을 중심으로 한, 강낭콩 모양의 궤도)를 벗어나지 못한다.

## 태양계에서의 다른 예
태양-목성 계에서 L4와 L5 지점에는 집합적으로 트로이 소행성군이라고 불리는 수 천 개의 소행성이 존재한다. 태양-토성, 태양-금성, 목성-목성의 위성, 또한 토성-토성의 위성간에도 물체가 존재한다. 태양-지구의 트로이점에서는 1950년대에 먼지 구름이 발견되었고, 2011년 7월 28일, 앞서 발견되었던 소행성 2010 TK7이 L4 지점 부근에 존재하는 지구의 트로이소행성이라는 것이 발표되었다(네이처 지). 2010 TK7은 300m 가량의 작은 소행성이며 L4 지점에 정지해 있는 것이 아니라 이 지점을 중심으로 지구 공전면을 상하로 관통하며 궤도를 유지하고 있다. 또한 아주 약한 대일조보다도 더욱 희미한 코르딜레프스키 구름(Kordylewski cloud)라 불리는 먼지 구름이 지구-달의 L4와 L5 지점에 존재한다. 이는 폴란드의 카지미에시 코르딜레프스키(Kazimierz Kordylewski)가 발견하였다.
토성의 위성인 테티스는 L4와 L5 지점에 텔레스토와 칼립소라고 불리는 두 개의 더욱 작은 위성을 가지고 있다. 토성의 위성 디오네 역시 L4 지점의 헬레네와 L5 지점의 폴리데우케스라는 두 개의 동궤도 위성을 가지고 있다. 이러한 위성들은 라그랑주 점을 중심으로 이리저리 이동하는데, 그 중, 폴리데우케스가 가장 편차가 커서 토성-디오네 L5 지점으로부터 거의 32도 정도나 벗어난다. 테티스와 디오네는 다른 위성에 비해 수백 배는 크며, 물론 토성은 훨씬 더 크고, 이는 전체 계를 안정시킨다.
L5 Society는 National Space Society의 전신이며, 지구-달의 L4 및 L5 지점에 콜로니 및 생산 기지 건설을 진행 중이다(우주 콜로니 참조).

### 그 밖의 동궤도
지구의 동반 소행성인 3753 크루이냐는 어떤 면에서 트로이점에 가까운 궤도를 돌지만, 정확하게 동일한 방식으로 궤도를 따르지는 않는다. 대신, 두 태양 궤도 중 하나를 이용하며, 지구에 접근할 때마다 주기적으로 두 궤도를 바꿔 탄다. 소행성이 지구에 접근하면, 지구로부터 궤도 에너지를 받아서 더 크고 더 높은 에너지의 궤도를 돈다. 이 궤도는 더 크고 따라서 궤도 주기는 더 길다. 그러므로 훗날 지구가 소행성을 따라잡게 되며, 이 때, 지구는 다시 에너지를 빼앗아오며 소행성은 새로운 궤도를 이용한다. 이는 지구의 일 년의 길이에 어떠한 영향도 미치지 않는데, 이는 지구의 질량이 20 억 배 더 나가기 때문이다.
토성의 위성인 에피메테우스와 야누스는 서로 비슷한 질량을 지니고 있으며, 매 주기마다 서로 궤도를 교환하는 관계를 지니고 있다. 야누스는 에피메테우스의 4배 정도의 질량이지만, 그다지 큰 차이는 아니며 궤도에 서로 영향을 준다. 궤도공명이라는 다른 유사한 현상도 있는데, 궤도상의 물체가 서로의 상호작용 때문에 서로 정수 비의 궤도 주기를 가지는 현상이다.

## 같이 보기
- 라그랑주 점의 물체 일람
- 행성간 고속도로
- 힐 구
- Kordylewski 구름
- 우주 엘리베이터
- 라그랑주 점 식민지화(en:Lagrange point colonization)
- 헤일로 궤도
- 리사주 궤도